# Nihoa pictipes
Nihoa pictipes är en spindelart som först beskrevs av Pocock 1899.  Nihoa pictipes ingår i släktet Nihoa och familjen Barychelidae. Inga underarter finns listade i Catalogue of Life.